# Val de Loire tourangeau
Le Val de Loire tourangeau est une région naturelle de France située au centre du département d'Indre-et-Loire et dans la région Centre-Val de Loire. 

## Géographie
Cette région naturelle est située au centre du département d'Indre-et-Loire. C’est la ville de Tours qui lui a donné son nom. Avec le Val de Loire orléanais, le Blésois et le Val d'Anjou, elle forme un vaste espace naturel appelé le Val de Loire. Cette région naturelle est entourée par les régions naturelles suivantes :
- au nord par la Gâtine tourangelle et le Blésois ;
- à l’est par la Sologne ;
- au sud par Boischaut Nord, la Gâtine de Loches, le Plateau de Sainte-Maure et le Richelais ;
- à l’ouest par le Val d'Anjou.

## Unités naturelles
Cette région de Touraine rassemble une dizaine de micro-pays caractérisés par la douceur de leur climat et la richesse de leur patrimoine architectural. Le terme de Varennes désigne généralement des terres pauvres mais dans le Val de Touraine il désigne en fait des régions fertiles où l'on pratique l'horticulture et le maraîchage. C'est le cas pour les varennes de Bourgueil, de Tours ou de Langeais.

### Pays d'Amboise

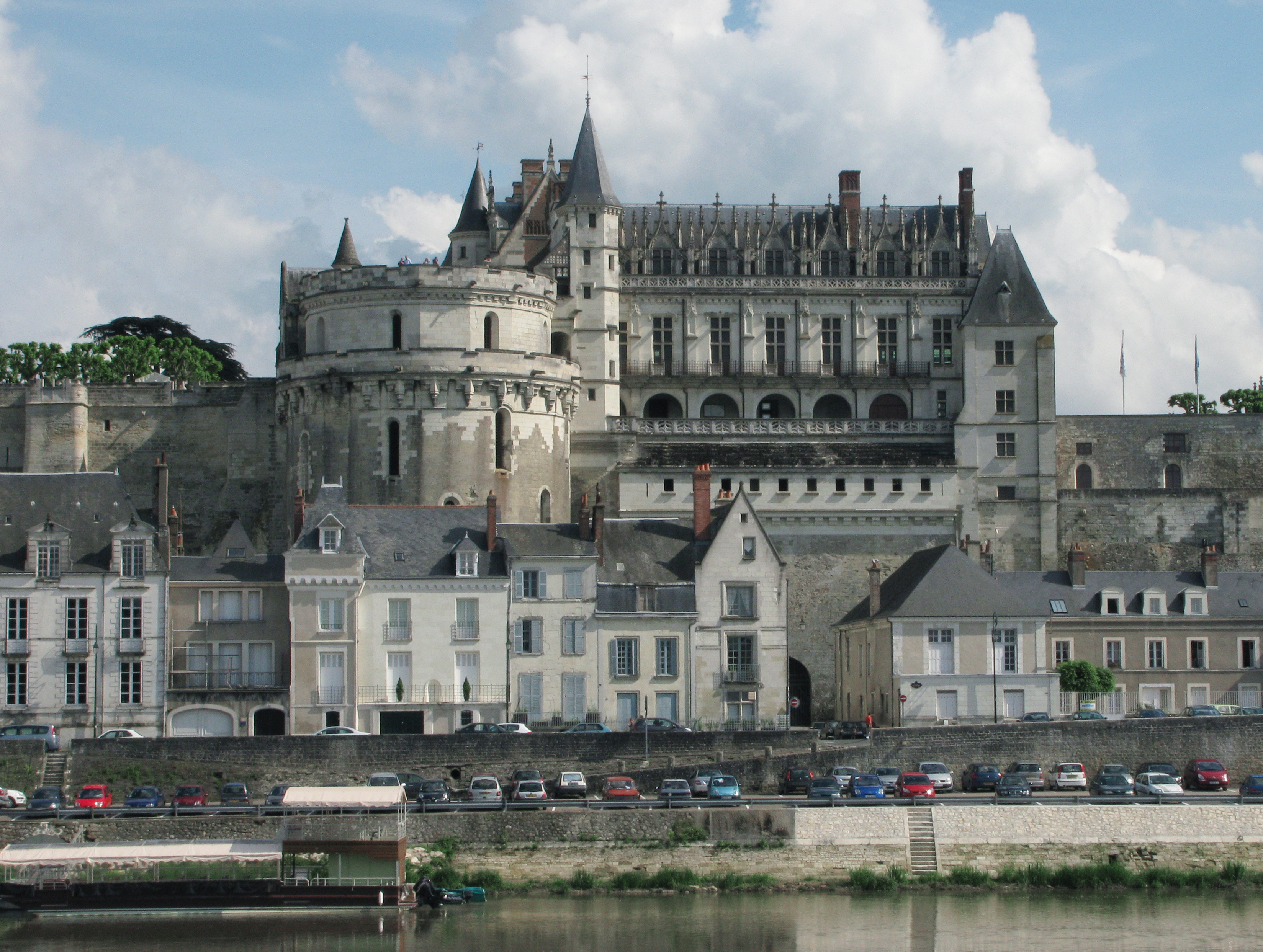
Le château d'Amboise.

Le pays d'Amboise aujourd'hui appelé Val d'Amboise est situé à l'est de Tours. Il offre un paysage typiquement ligérien où alternent forêts et vignobles. On y extrait le tuffeau, pierre très tendre avec laquelle sont construits les châteaux de la Loire.

### Pays de Bourgueil
Appelé Touraine angevine ou Bourgueillois, le pays de Bourgueil faisait historiquement partie de la province d’Anjou. Au nord, Continvoir et Gizeux sont deux communes boisées. Au centre les communes viticoles de Benais, Bourgueil, Ingrandes-de-Touraine, Restigné et Saint-Nicolas-de-Bourgueil forment le territoire de deux Appellations d’Origines Contrôlées réputées : bourgueil et saint-nicolas-de-bourgueil. Au sud, Chouzé-sur-Loire et La Chapelle-sur-Loire bordent la Loire.

### Champeigne tourangelle
Située à 20 kilomètres au sud-est de Tours, la Champeigne Tourangelle est un plateau céréalier d'environ 28 000 hectares. Cette plaine est caractérisée par un paysage de champs ouverts, entaillé par les vallées de l’Indre et de l’Indrois.

### Chinonais et Véron
Situé aux portes de l'Anjou et du Poitou, le Chinonais correspond aujourd'hui essentiellement à l'agglomération de Chinon et quelques territoires plus pauvres comme la forêt de Chinon et les landes du Ruchard. Ce pays est généralement associé au Véron, son pendant fertile.
Le pays de Véron s'étend sur les communes d'Avoine, de Beaumont-en-Véron, d'Huismes et de Savigny-en-Véron. Cité par Rabelais, son territoire forme une presqu'île entre Loire, Vienne et Indre. On y produit des asperges et des primeurs. La vigne est cultivée sur les pentes. L'AOC Chinon couvre une surface de 2 300 hectares de cépages pour les vins rouges et rosés. 

### Pays de Langeais
Aux confins de la Touraine, le pays de Langeais suit la rive droite de la Loire. Les riches terres agricoles et les grasses prairies alternent avec les villages situés sur des tertres à l’abri des crues du fleuve.

### Basse vallée du Cher
Situé à la limite du Blésois, de la Sologne, la basse vallée du Cher s'étend jusqu'à la Loire. Les vignes, les prairies, les cultures de céréales et de tabac y alternent avec les cultures maraichères. Le plateau tourangeau de Montrichard et la Beauce de Pontlevoy peuvent y être associés.

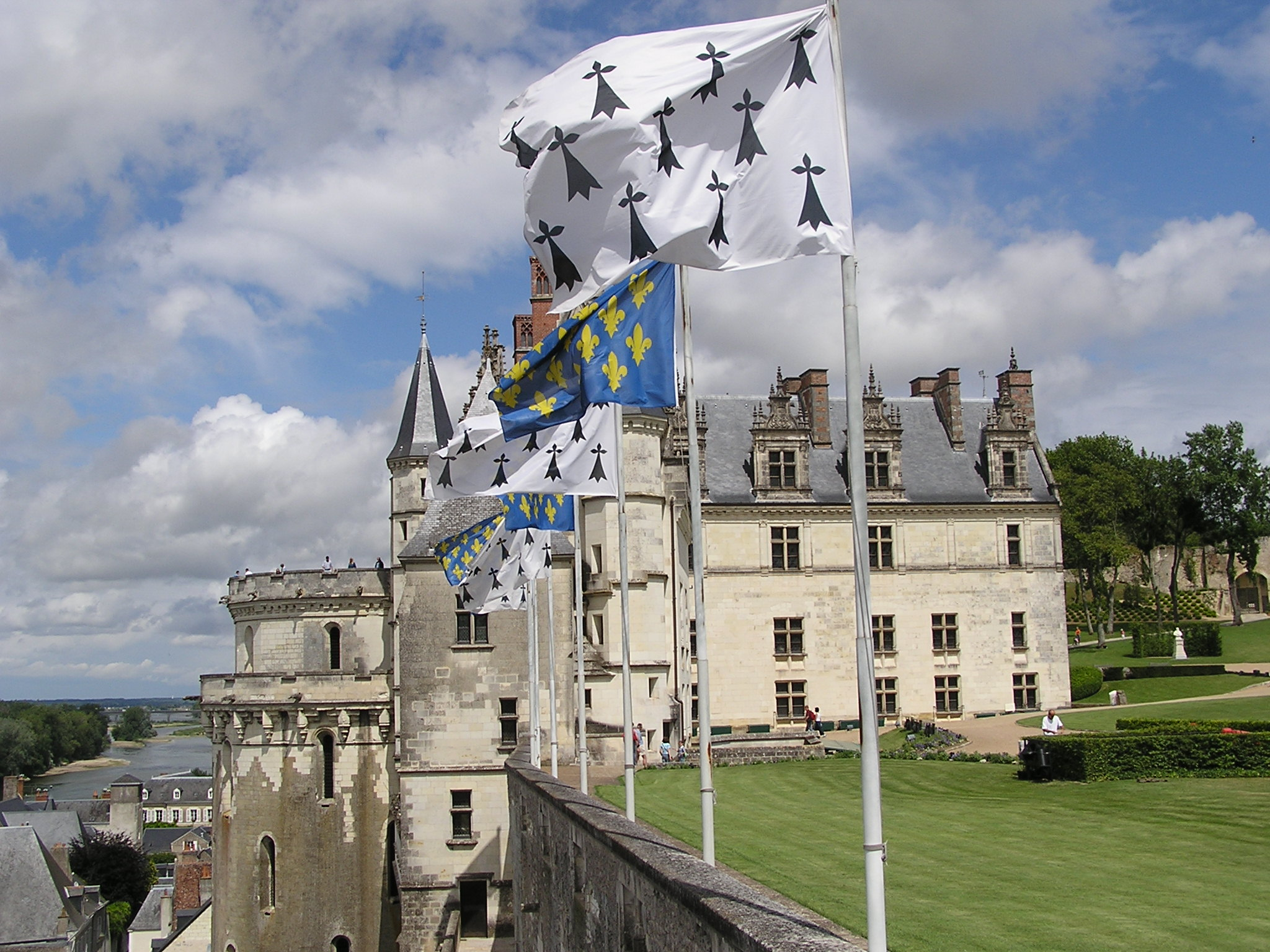
Château d'Amboise.
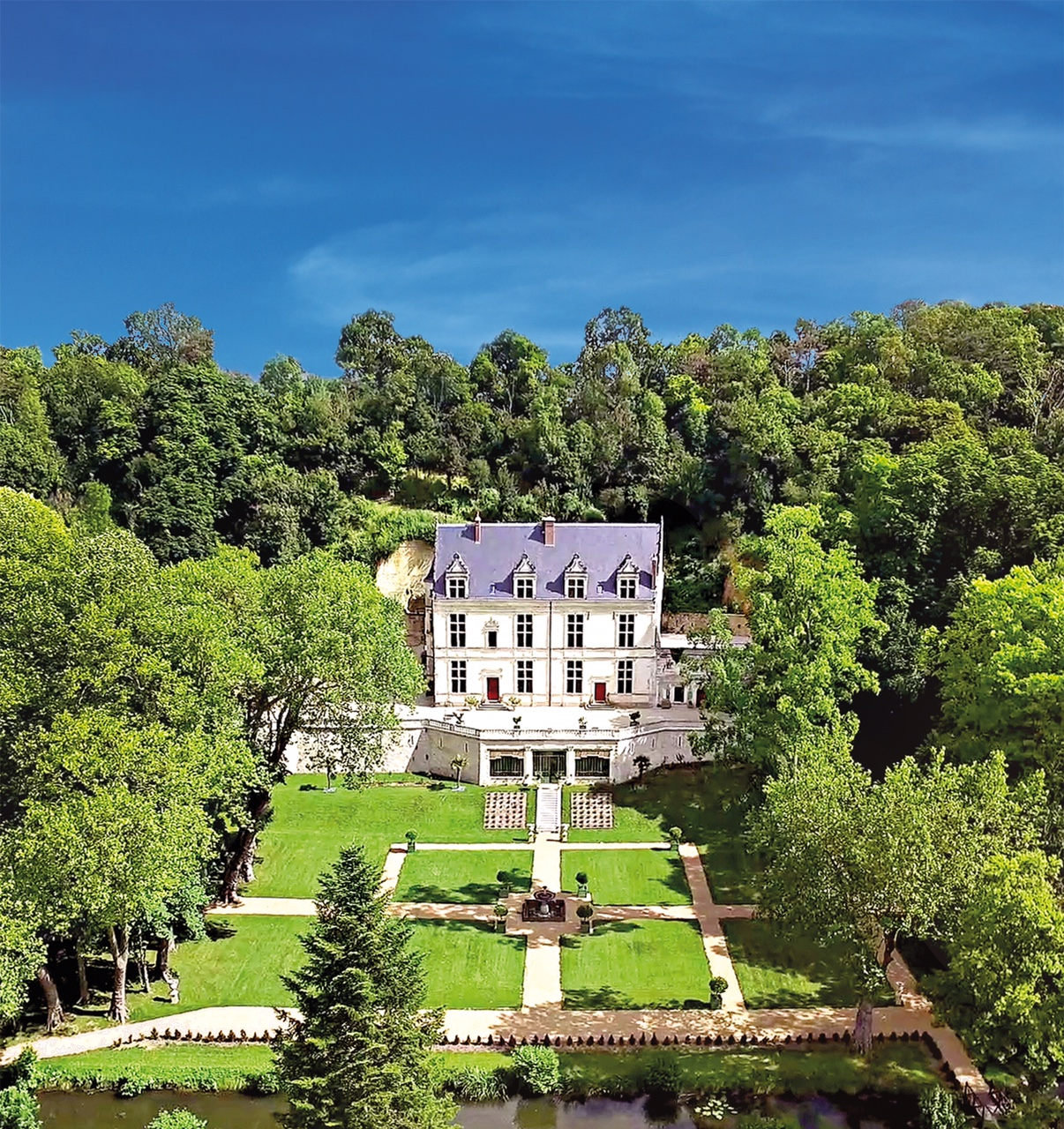
Château-Gaillard (Amboise).
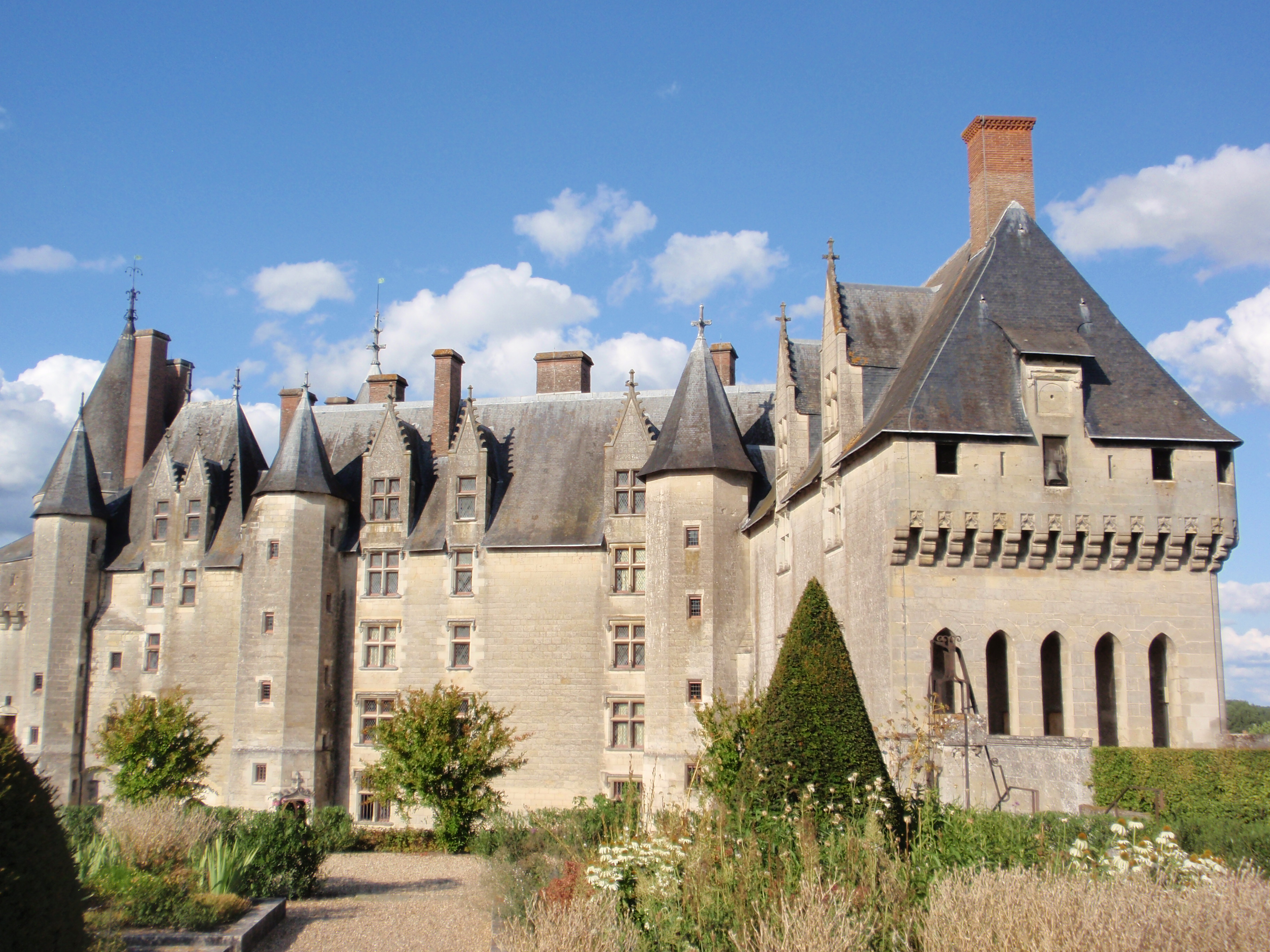
Château de Langeais.
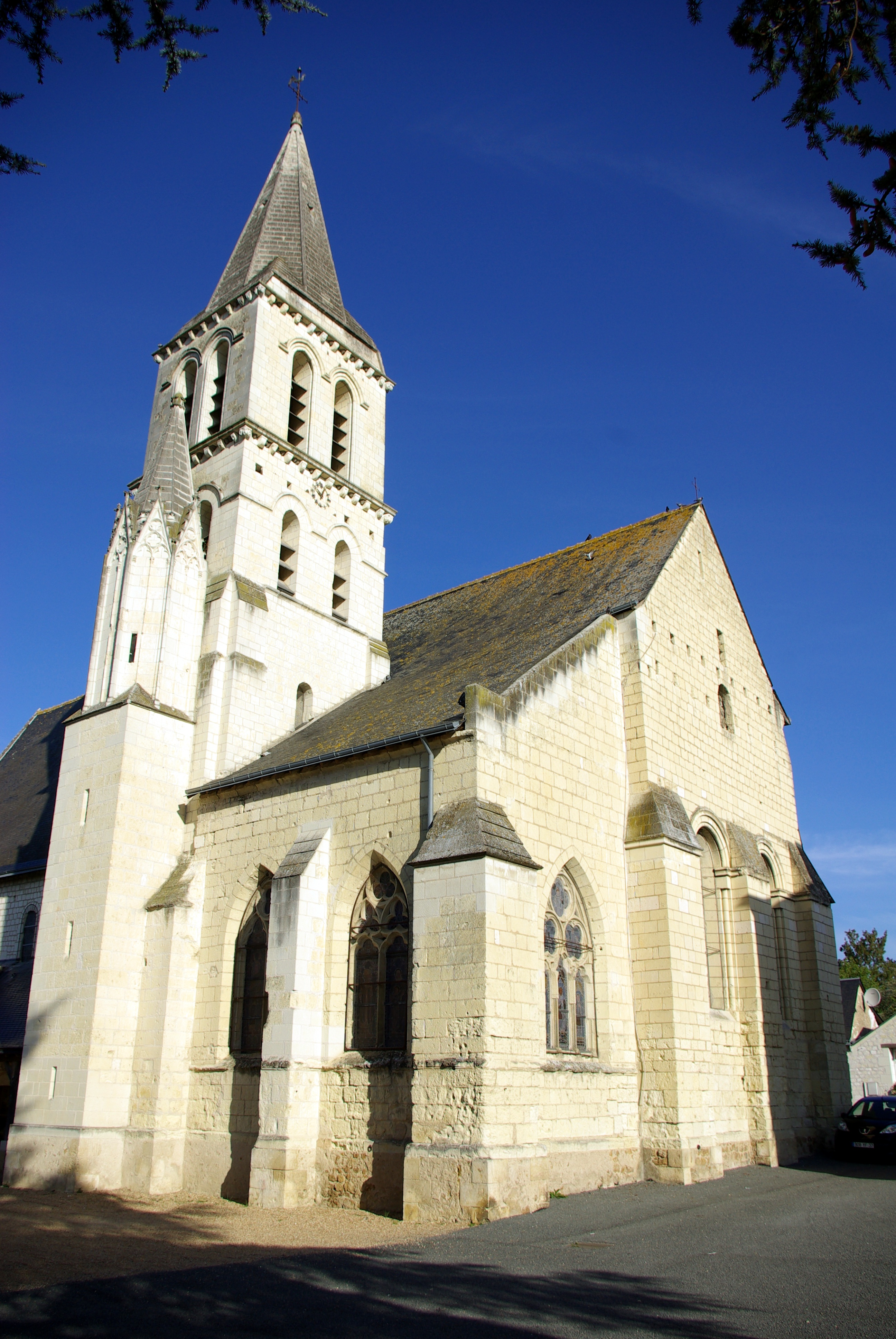
Église de Restigné.
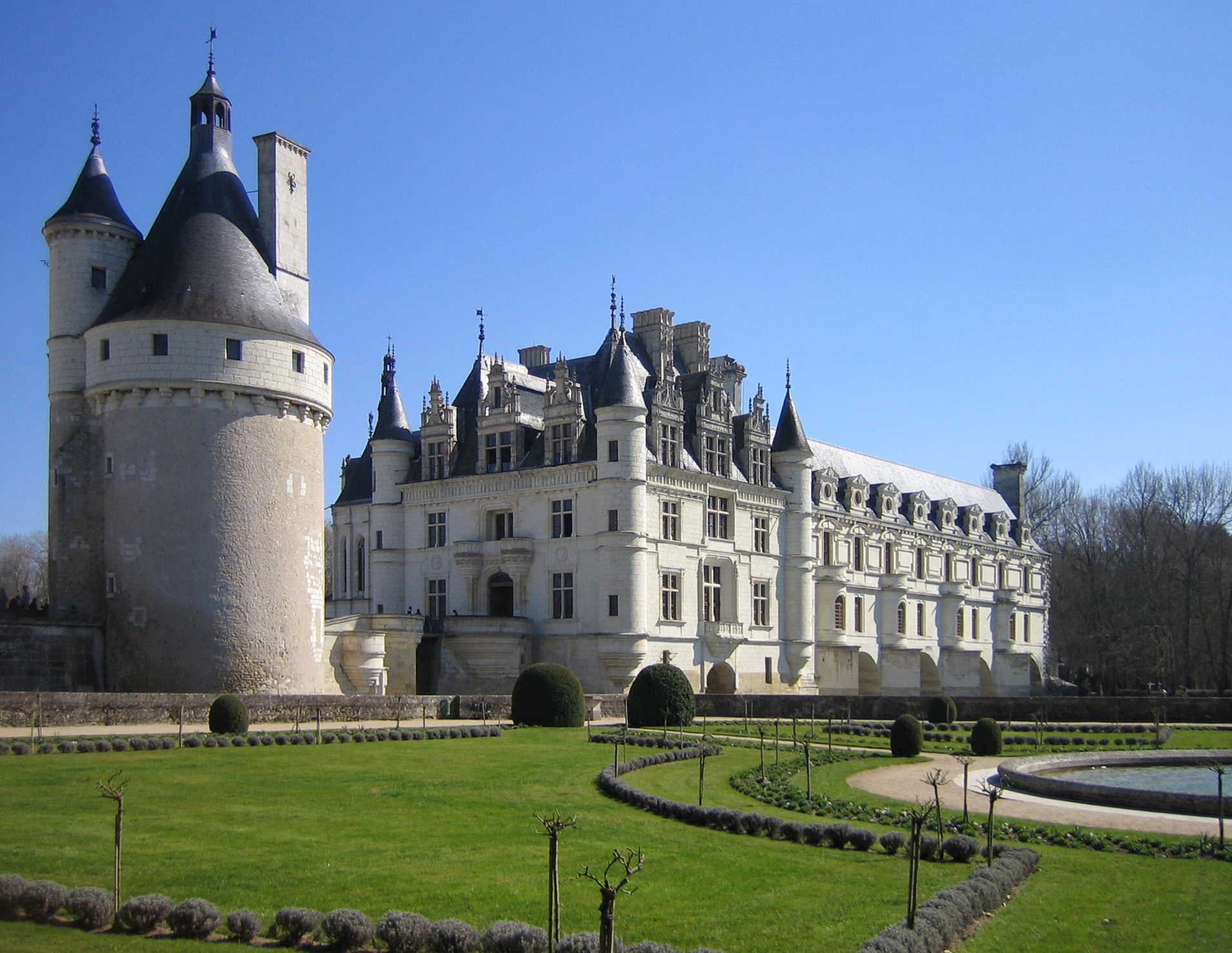
Château de Chenonceau.
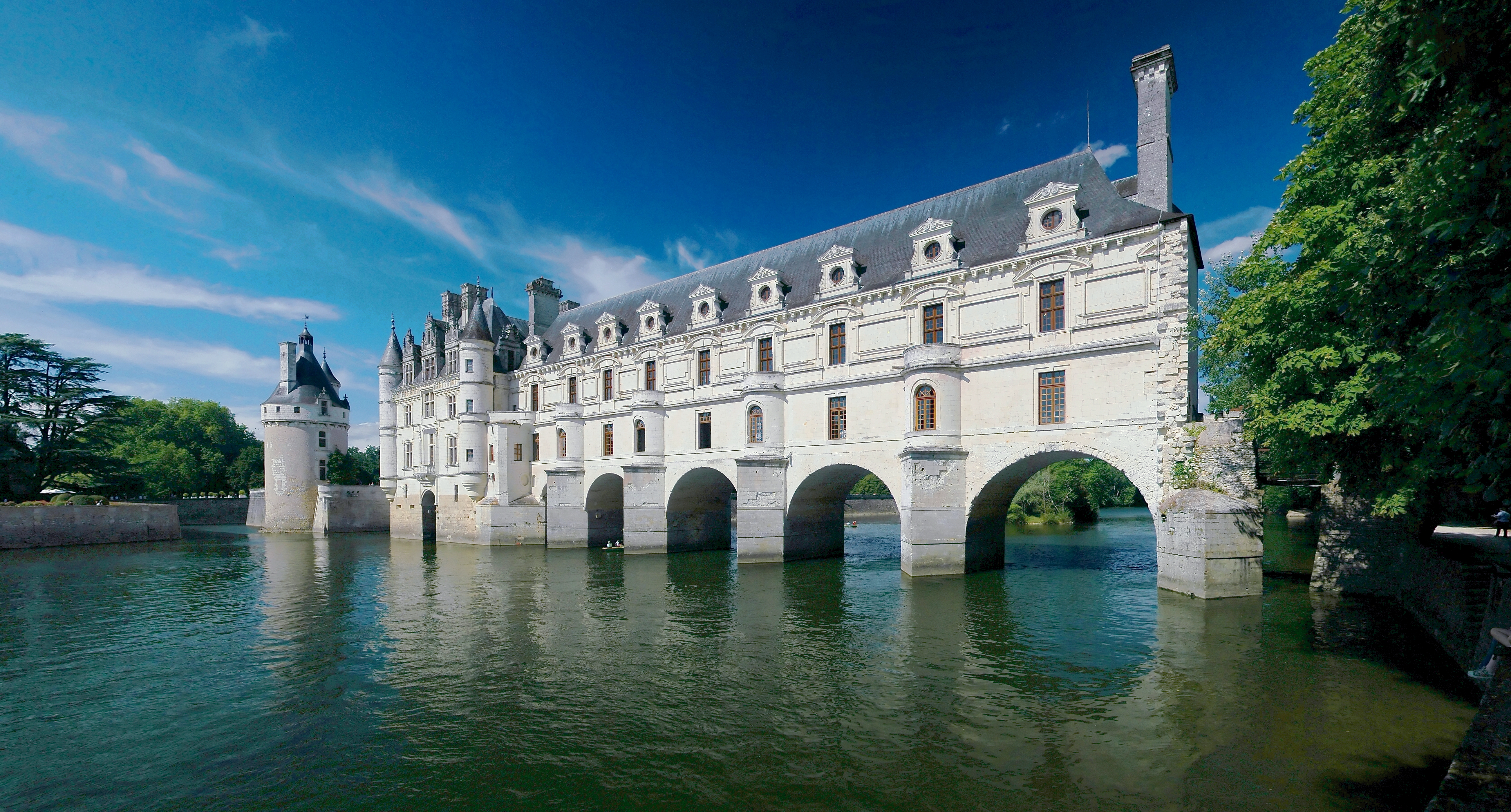
Château de Chenonceau sur le Cher.
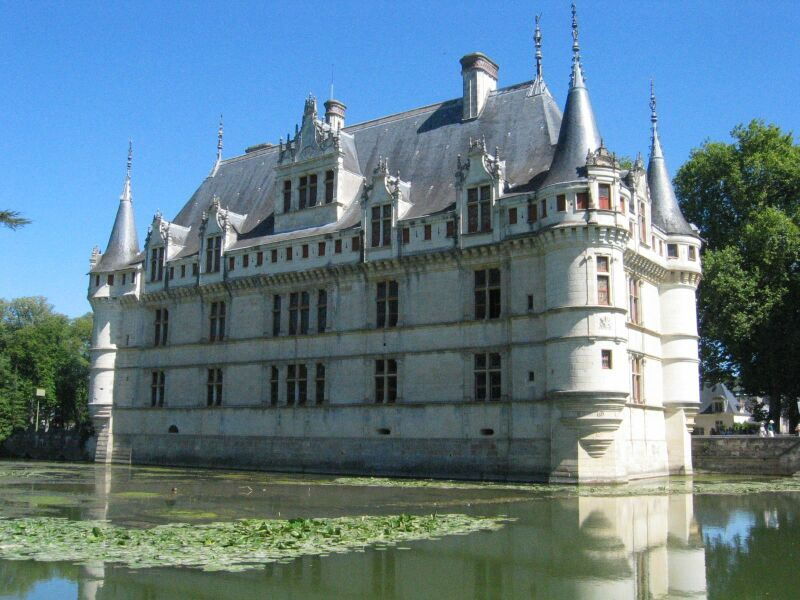
Château d'Azay-le-Rideau.